# 弗朗齐歇克·恰佩克
弗朗齐歇克·恰佩克（捷克語：František Čapek，1914年10月24日—2008年1月31日），捷克男子皮划艇运动员。他曾代表捷克斯洛伐克参加1948年夏季奥林匹克运动会皮划艇比赛，获得男子单人划艇10000米金牌。